# Богдан Митов
Богдан Вълов Митов е български писател – белетрист.

## Биография
Завършва гимназия в Плевен (1947) и зоотехника в Селскостопанската академия „Георги Димитров“ София (1952). Работи като редактор в сп. „Пламъче“ (1953 – 1958), издателство „Народна младеж“ (1960 – 1961), завеждащ отдел „Белетристика“ в литературното приложение на в. „Септемврийче“ – „Родни простори“ (1962 – 1975) и отдел „Белетристика“ на сп. „Обзор“ (от 1976 г.). Първия си разказ печата във в. „Народна младеж“. Пише главно романи и повести за деца и юноши, като най-известната му книга е „Момиче с характер“.

## Произведения
- „Петте зърна“ (разкази за деца, 1953)
- „Лятна буря“ (разкази, 1956)
- „Очите на мама“ (разкази, 1957)
- „Лято“ (повест, 1959)
- „Под слънцето“ (разкази, 1961)
- „Любчо и лястовичките“ (разкази, 1963)
- „Момчето и калинките“ (приказка, 1965)
- „Сашко и аз“ (разкази, 1965)
- „Моят добър учител“ (разкази за юноши, 1966)
- „Картечарят“ (повест, 1967; 1989)
- „Да останеш сам“ (разкази за деца и юноши, 1970)
- „Малката художничка“ (разказ за деца, 1970)
- „Хитруша“ (повест за деца, 1970)
- „Звездите и червеното перо“ (разкази, 1971)
- „На твоите години“ (разкази и новели за деца, 1971)
- „Такъв приятел“ (разказ за деца, 1973)
- „Вече съм голяма“ (роман за деца и юноши, 1975)
- „Песен за татко“ (новели, 1976)
- „Много са истините“ (новели, 1978)
- „Ябълката“ (разказ за деца в стихове, 1978)
- „Червеното перо и звездите“ (1979)
- „Опасна възраст“ (повести, 1979)
- „Този много добър човек“ (повест за деца, 1981)
- „Прошката“ (новели, 1982)
- „Изгреви и залези край Вит“ (1982)
- „Искам да си винаги при мен“ (роман, 1983)
- „Кой открадна слънцето“ (разказ, 1983)
- „Въртопи“ (разкази и новели, 1983)
- „Вълшебният прозорец“ (повест за деца, 1984)
- „Сгъстен живот“ (1985)
- „Момиче с характер“ (повест за юноши, 1986; 1989)
- „Приятели“ (разказ, 1988)
- „Да възседнеш слънцето“ (роман, 1991)
- „Като Христос“ (повест, 1994)
- „Насаме с вас“ (спомени, 2005)

## Филмография (сценарист)
- Бяла тишина (1973)